# Мая-да-Монкал
Мая-да-Монкал (кат. Maià de Montcal), офіційно та каталонською мовою Мая-де-Монкаль — іспанський муніципалітет у провінції Жерона, Каталонія, розташований у регіоні Гарроча.

## Географія

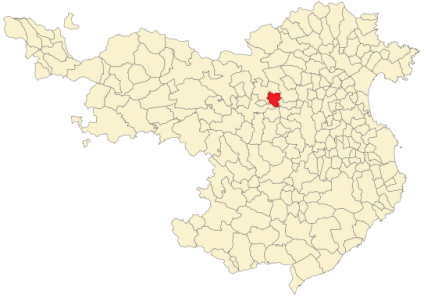
Розташування Мая-да-Монкал в провінції Жерона.

Розташований на регіональному кордоні з Пла-да-л'Астань і Алт-Ампурда, його місцевість посічена, та має висоту 529 метрів над рівнем моря, праворуч від потоку Мая, притока річки Флувія. Його ландшафт складають переважно дуби та діброви.

## Історія
У документі 978 року зафіксовано дарування, зроблене графом єпископом Серданьї Міро III монастирю Сан-Педро-де-Бесалу, будинку та двору під назвою «Вілла Маліано».

## Економіка
Основною економікою країни є вирощування зернових, виноградників і оливкових дерев. Має велику рогату худобу та свиней.

## Суб'єкти поселення
- Мая-да-Монкал
- Брюгерс
- Лас-Каррерас
- Доскери
- Жункери
- Льоренс і Молі д'ен Льоренс
- Байкс пла
- Ла-Рієра
- Усал
- Вілла-родона

## Пам'ятки
- Церква Святого Вінсента. Х сторіччя
- Святилище Санта-Магдалена де Мая. Siglo дванадцятий
- Скит святих Прімо і Феліціано (XVIII сторіччя), всередині якого, за народними повір'ями, знаходиться чудодійна криниця.
- Замок Доскер (задокументовано з 1245 року)